# Terrace End
Terrace End est une banlieue de Palmerston North  située dans l’Île du Nord de la Nouvelle-Zélande.

## Situation
Terrace End est localisée dans la partie sud-est de la cité sur les berges du fleuve Manawatu.
Elle est limitée vers le nord par Main Street East, Roslyn et Kelvin Grove, vers l’est par la localité de Whakarongo, au sud par le fleuve Manawatu et par la banlieue d’Hokowhitu et à l’ouest par Ruahine Street, Papaioea et Hokowhitu.
La banlieue est de façon prédominante, une zone résidentielle.
Le secteur comprend le Palmerston North Golf Club, le Brightwater Centre, le Memorial Park, Balmoral Park et Ruamahanga Wilderness Reserve.

## Démographie
Terrace End couvre 2,73 km2 et a une population estimée à 6 680 habitants en juin 2023 avec une densité de population de 2 247 personnes par km2.
Terrace End avait une population de 6 177 habitants lors du recensement néo-zélandais de 2018, en augmentation de 279 personnes (4,7 %) depuis le recensement néo-zélandais de 2013, et un augmentation de 399 personnes (6,9 %) depuis le recensement de 2006 en Nouvelle-Zélande.
Il y avait 2 280 logements comprenant 2 994 hommes et 3 186 femmes, donnant un sexe-ratio de 0,94 homme pour une femme, avec 1 350 personnes (21,9 %) âgées de moins de 15 ans, 1 452 personnes(23,5 %) âgées de 15 à 29 ans, 2 568 personnes (41,6 %) âgées de 30 à 64 ans, et 816 personnes  (13,2 %) âgées de 65 ans ou plus.
L’ethnicité était pour 74,6 % européens/Pākehā, 21,5 % Māori, 5,9 % peuple du Pacifique (en), 12,0 % d’origine asiatique (en), et 3,4 % d’une autre ethnicité.
Les personnes peuvent s’identifier de plus d’une ethnicité en fonction de l‘origine de leurs parents.
Le pourcentage de personnes nées outre-mer était de 19,3 %, comparé avec les 27,1 % au niveau national.
Bien que certaines personnes refusent de répondre à la question du recensement concernant leur affiliation religieuse, 47,8 % n’avaient aucune religion, 35,7 % étaient chrétiens (en), 1,5 % avaient des croyances religieuses Māori (en), 2,6 % étaient Hindouistes (en), 2,4 % étaient musulmans, 0,7 % pour le bouddhistes (en) et 2,2% avaient une autre religion.
Parmi ceux d’au moins 15 ans d’âge, 984 personnes (20,4 %) avaient une licence ou un degré universitaire supérieur et  960 personnes(19,9 %) n’avaient aucune qualification formelle.
552 personnes (11,4 %) gagnaient plus de 70 000 $ comparé avec les 17,2 % au niveau national.
Le statut d’emploi de ceux d’au moins 15 ans d’âge était pour 2 190 personnes (45,4 %) un emploi à plein temps, pour 681 personnes (14,1 %) un emploi à temps partiel et 276 personnes (5,7 %) étaient sans emploi.
| Nom              | surface (km2) | Population | Densité (per km2) | logements | âge médian | revenu médian |
| ---------------- | ------------- | ---------- | ----------------- | --------- | ---------- | ------------- |
| Terrace End      | 1,20          | 3462       | 2885              | 1281      | 32,4 ans   | 23 200 $      |
| Ruamahanga       | 1,53          | 2715       | 1775              | 999       | 34,3 ans   | 30 100 $.     |
| Nouvelle-Zélande |               |            |                   |           | 37,4 ans   | 31 800 $      |

## Éducation
- L’école de Terrace End est une école publique, mixte, primaire, pour les années 1 à 6[5] avec un effectif de 6 177 habitants en juin 2023[6]
- L’école de Parkland est aussi une école primaire mixte accueillant les enfants des années 1 à 6[7],[8] avec un effectif de  301 habitants en février 2014[9]